# أزاد فيروز
أزاد فيروز بن جشنش لقبه المُكعبر لقب بذلك لوحشيته وفظاظته ودمويته فقد اشتهر بقطعه لإيدي وأقدام العرب والتمثيل بِجثثهم وتشويهها. هو ارستقراطي ونبيل ساساني فارسي وهو حاكم البحرين ووالي كسرى الثاني عليها استمر حكمه ( 590 - 628 ) وَكَانَ المَشهور عَنهُ أنه كارهاً للعرب.

## حادثة يوم الصفقة
يذكر أن الحاكم الساساني في اليمن وهرز أرسل قافِلة مَليئة بالهدايا لكسرى وعِندما كانت تَمر بأراضي بني تميم وأغار عليها بعض قطاع الطرق فأمره كسرى بمعاقبة قبيلة بني تميم بسبب ذلك وكاد أن يفني القبيلة فدعى شيوخها وأثريائها وأشرافها وساداتها وكبرائها وفرسانها ونساؤهم وأطفالهم إلى حصن وقلعة المشقر في هجر في الأحساء وفتك بهم أجمعين بطريقة بشعة وسبى نسائهم ونهب أموالهم وأسر أطفالهم وأرسلهم إلى إصطخر.

## إسلامه
طال بِهِ العُمر فَعاش حتى نهاية الامبرطورية الفارسية على يَد الصحابة ورآهُم يَدخلونَ فارس مُنتصرينَ بعد فَتِحها, واعتنق الإسلام بعد أن كان مجوسياً وذلك كان في عهد أمير المؤمنين عمر بن الخطاب.

## وفاته
توفي في أواخر عهد خلافة عمر بن الخطاب.